# Obtožbe o pobojih v vasi Ruskoje Porečnoje
Ruske obtožbe o pobojih civilistov v vasi Ruskoje Porečnoje se nanašajo na domnevne civilne žrtve v vasi Ruskoje Porečnoje v Sudžanskem okrogu Kurske oblasti, za katere Rusija trdi, da naj bi bile ubite s strani ukrajinskih oboroženih sil v obdobju med septembrom in novembrom 2024 med ukrajinskim vdorom v Kursko oblast. 
Ruskih obtožb in avtentičnosti posnetkov ni bilo mogoče neodvisno preveriti, Ukrajina je obtožbe označila za dezinformacije ter poskus produkcije ruske verzije pokola v Buči. Različne preiskave so izpostavile nasprotja v ruskih trditvah, znake poneverbe in odsotnost dokazov.

## Obtožbe
Po poročilih ruske strani so 7. januarja 2025 ruske oborožene sile povrnile nadzor nad vasjo Ruskoje Porečnoje. Med boji naj bi borci ukrajinskih oboroženih sil uporabili civilne domove kot strelska oporišča. Po ponovnem zavzetju vasi naj bi ruske sile med čiščenjem v kleteh hiš odkrili trupla umrlih civilistov z znaki mučenja in posilstva. Rusija trdi, da so bile roke žrtev zvezane, v naselju pa naj ne bi ostala niti ena cela hiša. Med okupacijo naj bi se v vasi večkrat zgodila ropanja, v zasebnih hišah pa naj bi odkrili tudi prostore za mučenje. Ruska stran navaja, da naj bi pet borcev ukrajinskih oboroženih sil odgovornih za 22 umorov in 8 posilstev. Med boji v Sudžanskem okrožju je po trditvah Rusije bil zajet eden od petih osumljencev, ki naj bi na zaslišanju priznal, da je med okupacijo s soborci izvedel masovne poboje civilistov in več ropov. Ruski preiskovalni odbor je objavil posnetke, za katere trdi, da prikazujejo trupla v vasi Ruskoje Porečnoje, vendar njihova avtentičnost ni bila potrjena.

## Odzivi

### Rusija
Preiskovalni odbor Ruske Federacije je januarja 2025 sprožil preiskavo »zaradi ubijanja civilistov v selu Ruskoje Porečnoje«. Predstavnica ruskega Ministrstva za zunanje zadeve Marija Zaharova je po poročanju portala vesti.ru dejanja označila za primer vojnega zločina, katerega naj bi po njenem mnenju Ukrajina »izvršila s pomočjo zahodne vojaške podpore«.
Ruski vladni mediji so svoje obtožbe primerjali s pokolom v Buči, ki ga je izvedla ruska vojska v Ukrajini in za katerega sicer sami trdijo, da se ni nikoli zgodil.

### Ukrajina
Ukrajinski Center za boj proti dezinformacijam je videoposnetke domnevnih »grozodejstev ukrajinskih oboroženih sil v regiji Kursk« označil za nadaljevanje ruske »dezinformacijske kampanje«. Tiskovni predstavnik ukrajinske vojske v Kursku je izjavil, da so vse civiliste, ki so to želeli, iz vasi predhodno evakuirali v bližnje mesto Sudža, preostali so med boji tam ostali prostovoljno. Ruske obtožbe je zavrnil in za smrti civilistov v Kursku okrivil rusko vojsko, pri čemer je izpostavil topniško obstreljevanje, uporabo jadralnih bomb in severnokorejske vojake.
Ukrajina je rusko zgodbo poimenovala »izmišljen ponaredek«, ki je del širše ruske informacijske kampanje, ki skuša sproducirati vojne zločine v okupiranem delu Kurske oblasti. Dodali so, da gre za poskus produkcije ruske verzije pokola v Buči, ki ga je ruska vojska izvedla med okupacijo dela Kijevske oblasti.

### OZN
Predstavnik generalnega sekretarja Združenih narodov Stéphane Dujarric je  31. januarja na tiskovni konferenci glede ruskih obtožb o ubijanju civilistov v Kurski oblasti izjavil, da so v OZN dosledno obsojali ubijanje civilistov, ne glede na to, ali bi bili v Ruski federaciji ali v Ukrajini ter da ni nobenega napredka glede dostopa do vasi.

### Mediji
Ruski opozicijski medij Meduza je v preiskavi ugotovil, da ni neodvisnih dokazov, ki bi dokazovali trditve ruskih oblasti o usmrtitvah. Prvi posnetki, ki naj bi bili iz Ruskoje Porečnoje, so se pojavili teden po tem, ko so ruske sile prevzele nadzor nad vasjo. Vodja vaškega sveta je izjavila, da je v času prisotnosti ukrajinske vojske v vasi ostalo 39 prebivalcev (celotna populacija je bila 274 oseb). Ruski mediji so vas zaradi bojev pred tem opisali kot »izbrisano z obličja zemlje«. Ena izmed vojaških enot, ki jo je Rusija obtožila se ni nikoli borila v tem delu Kurske oblasti.
Tudi drugi ruski neodvisni mediji so izpostavili nasprotja v ruskih obtožbah. Ruske oblasti so objavile drugi posnetek »priznanja« vojnega ujetnika, kateri se je dva tedna pred tem že pojavil v drugem propagandnem posnetku, kjer je pozival ukrajinsko vojsko k predaji in trdil, da v Kursku ni ubil nikogar. Ruski mediji pod nadzorom vlade so pokazali dva sorodnika domnevnih žrtev, vendar je en izmed njiju kasneje povedal, da njegov sorodnik sploh ni bil najden. Drugi prebivalci vasi so dejali, da v času, ko je ukrajinska vojska zavzela vas, v njej ni več bilo nobenega dekleta, kar se ni skladalo z ruskimi trditvami posilstvih.
Evropski portal za boj z dezinformacijami je izpostavil ponavljajoče ruske obtožbe, ki Ukrajino brez dokazov obtožujejo najrazličnejših zločinov. Dodal je, da ruske obtožbe o domnevnem poboju v vasi vsebujejo več znakov poneverbe. Izpostavili so ruski posnetek »priznanja« zajetega vojaka, v katerem je bil uporabljen izrazito formalen jezik, ki se je povsem skladal z ruskim kazenskim zakonikom, kar je ena izmed pogosto opaženih značilnosti ruskih zrežiranih posnetkov.
Institute for the Study of War (ISW) je marca 2025 poročal o porastu različne ruske propagande o vojnih zločinih, ki naj bi jih ukrajinska vojska storila v Kursku, čeprav za njih ni dokazov. ISW je kot namen te propagande navedel poskus diskreditacije ukrajinske vojske, zmanjšanje pomoči Ukrajini in oteževanje oz. preprečevanje potencialnih pogovorov z ZDA o predlaganem 30-dnevnem premirju, v času katerih je tudi Putin začel omenjati »vojne zločine v Kurski oblasti«.